# Gottlob Ernst Schulze
Gottlob Ernst Schulze (Thuringia, 23 d'agost de 1761 - Göttingen, 14 de gener de 1833) va ser un dels professors que més va influir en Schopenhauer, aconsellant-li que estudiés a fons Plató i Kant, de qui va publicar diversos comentaris. Filòsof de l'escepticisme, va afirmar que era impossible apropar-se al noümen kantià a una de les seves obres més cèlebres, l'Aenesidemus, que va influir fortament en Fichte. També va criticar la diferència entre els judicis analítics i sintètics, ja que pensava que la diferència era la informació coneguda pel receptor: el que per a una persona més culta pot ser una deducció lògica del concepte (i per tant un judici analític on el predicat es dedueix del subjecte), per a una altra pot aportar informació nova.